# 海里且姆·斯拉木
海里且姆·斯拉木（Helchem Islam，1945年12月—），女，新疆疏勒人，中华人民共和国政治人物，曾任中共新疆维吾尔自治区党委常委，新疆维吾尔自治区人大常委会副主任。